# Amorphophallus gallowayi
Amorphophallus gallowayi är en kallaväxtart som beskrevs av Wilbert Leonard Anna Hetterscheid. Amorphophallus gallowayi ingår i släktet Amorphophallus och familjen kallaväxter. Inga underarter finns listade.